# Ghatanji
Ghatanji è una città dell'India di 19.347 abitanti, situata nel distretto di Yavatmal, nello stato federato del Maharashtra. In base al numero di abitanti la città rientra nella classe IV (da 10.000 a 19.999 persone).

## Geografia fisica
La città è situata a 20° 7' 60 N e 78° 19' 0 E e ha un'altitudine di 273 m s.l.m..

## Società

### Evoluzione demografica
Al censimento del 2001 la popolazione di Ghatanji assommava a 19.347 persone, delle quali 10.150 maschi e 9.197 femmine. I bambini di età inferiore o uguale ai sei anni assommavano a 2.417, dei quali 1.325 maschi e 1.092 femmine. Infine, coloro che erano in grado di saper almeno leggere e scrivere erano 14.385, dei quali 8.107 maschi e 6.278 femmine.